# Det finns så många, många väckta själar
Det finns så många, många väckta själar är en psalm med text av Elis Sjövall. Sången sjungs till en melodi av Ira D. Sankey.

## Publicerad i
- Sions Sånger 1981 som nr 47 under rubriken Församlingen